# Коскинен, Юкка
Юкка Коскинен (род. 16 июля 1981, Рийхимяки, Канта-Хяме, Тавастгусская губерния, Финляндия) — финский музыкант, бас-гитарист метал-групп Wintersun, Nightwish и Crownshift. Он также был бас-гитаристом Norther с 2000 года до их распада в 2012 году, Amberian Dawn с 2010 по 2013 год, Cain’s Offering с 2009 по 2014 год и Dark Sarah в 2014 году. В мае 2021 года он был заявлен как сессионный басист Nightwish для виртуальных выступлений группы и для их Human. :II: Nature. World Tour в 2021 и 2022 годах, а затем присоединился к группе в качестве постоянного басиста в августе 2022 года.